# 程介南
程介南（英語：Gary Cheng Kai-Nam，1950年5月29日—），香港政治人物、政治公關人員、行政長官候選人成員、時事評論員、教育家、電視節目主持人、港事顧問、政府官員及政務司前主任。是前臨時立法會及立法會議員，現時則為政治公關顧問。其兄程介明為香港大學前副校長。

## 背景
程介南原籍於江蘇揚州。程介南早年就讀北角錫光學校（幼稚園部、1955年畢業）、培僑小學及培僑中學（1968年預科），1986年至1987年修讀英國東安基利亞大學教育學士學位，1988年至1989年取得香港大學教育文憑。畢業後到其母校培僑中學校務處任職副主任（一共任教二十年）。但隨著與他是的翌年歷任香港教育工作者聯會前副會長、公民教育委員會前委員、北角區街坊福利事務促進會前理事、傑出青年協會前會員、東區各界協會前副會長、建港協會前執委、香港教師中心前常務委員、香港基本法諮詢委員會委員以及港事顧問，是1989年十大傑出青年。1990至2000年代，程介南曾於擔任香港臨時立法會議員、香港特別行政區第一屆以及第二屆立法會議員，當時參加地方選舉的地區補選。

## 牽涉案件
程介南曾在2000年9月的下旬，選戰後期，《蘋果日報》揭發程介南被以權謀私的醜聞事件，使民建聯的選情一度重創，眼見民建聯名單排名第二的蔡素玉由於時任香港立法會議員程介南宣布辞去立法會的職務工作後被香港廉政公署落案起訴，翌年身為了公職人員行為失當揭發了以權謀私罪名成立最終被捕告別，2001年7月聆訊後離開法院時由于28歲的男子曾用滕條襲擊、同年12月20日，內現為香港區域法院任法官韋毅志當間中濫用職權收受利益等罪行罪名成立，被判監禁即時入獄的18個月(並非就算他當選也會而已辭職，最後，2002年12月19日赤柱監獄己出獄)，他於2000年9月10日參選的立法會選舉期間，為被壹傳媒揭發醜聞事件後，沒有申報個人利益，及涉嫌「以權謀私」，當選後隨即放棄議席。最後，法庭判程介南以權謀私罪名成立，入獄十八個月。至2001年12月20日，程介南被判刑身為公職人員行為不當、做假帳、偷竊、收受利益四項罪名成立，入獄十八個月。2002年12月19日刑滿出獄。2001年7月一次聆訊後，在法庭外被一名男子用藤條襲擊。在被定罪前一天，程接受《星島日報》訪問時，仍堅持自己清白無辜，指自己先被《蘋果日報》「強姦」、再被廉政公署「輪姦」，然後像慰安婦一般，被帶到法庭「凌辱」。他認為：「沒有一個政治人物，可以捱得到五百萬元的調查，只要有錢就一定弄到東西出來。」他更表示對「迫害」他的人恨已入骨，要所有出賣、迫害、威嚇他的人付出代價，誓要報復。程指他的公關公司內有民主黨的「內奸」盜取公司內部文件，向傳媒公開及向廉政公署舉報。他被定罪後，一度情緒激動，在囚車上高舉被鎖上手扣的手讓傳媒拍照。

## 現況
- 現在，程介南是為其在鳳凰衛視香港台電視節目時事大破解及香港熱廚房擔任節目主持一職[4]。至2018年，程介南出版烹飪書《熱廚房──馬虎居的烹飪印記》。[5]

## 主持節目（無綫電視）
- 香港飯局（與曾鈺成、石禮謙等一同合作主持）

## 外部連結
- 程介南主持其中一集《亞洲新視野》，稱毛是偉人。余創豪看後，感失望透頂。 （页面存档备份，存于）
- 梁錦松‧程介南 甩公職仲歎？ （页面存档备份，存于），蘋果日報